# Una gran voglia di vivere (film)
Una gran voglia di vivere è un film del 2023 diretto da Michela Andreozzi.
Il film è l'adattamento cinematografico dell'omonimo romanzo di Fabio Volo pubblicato dalla Mondadori.

## Trama
Anna e Marco si conoscono in un locale, durante un ballo. Entrambi sono con il loro partner ma la passione li coinvolgerà in un lungo bacio consumato in un taxi che tenta di riportarli alle loro case ma senza successo.
Dieci anni dopo la coppia è sposata  e ha un bambino di 10 anni, Tommaso. Lui è un ingegnere che lavora tantissimo e, spesso, ha trascurato molti momenti importanti con la sua famiglia, lei è un’architetta che ha sacrificato la professione per crescere il figlio. Viaggiano molto, montagna e mare, il viaggio è un forte collante che sembra tenerli assieme senza crepe. Tuttavia qualcosa si inizia a guastare: Anna si sente annoiata, infelice nel solo ruolo di madre e moglie. Inizia a creder che un trasferimento di tutta la famiglia nell'isola di Ibiza potrebbe restituirle la gioia di vivere, ma quando lo dice al marito, riceve solo "no", così chiede una pausa, lasciando capire che, forse, sarebbe meglio pensare a una separazione.
Marco non riesce ad accettare questa richiesta e soffre perché mai avrebbe creduto di divorziare. Allora tenta di rimettere assieme la famiglia con il viaggio in Norvegia in camper che da tempo sognavano, dopo due anni di pandemia. La famiglia parte felice e dopo un inizio assieme, la crisi si ripropone e Anna decide di proseguire la vacanza da sola col figlio, che ha intuito ed è spaventato per l'imminente separazione dei genitori.
Marco guida da solo fino a Capo Nord, poi torna mestamente a Milano accettando l'idea che è meglio un divorzio felice che un matrimonio infelice: così, si trasferisce in un appartamento vicino alla sua ex casa, e, per rimanere vicino a Tommaso, cui regalerà il cucciolo di cane lupo che il bimbo voleva, rifiuta di andare a dirigere la succursale ad Amsterdam.
Il finale resta aperto e non esclude la ricomposizione della famiglia in un futuro non lontanissimo.

## Differenze con il romanzo
Tra il romanzo e il film ci sono alcune differenze, tra cui l'ambientazione: il libro parla del viaggio di Anna e Marco in Australia e Nuova Zelanda, mentre nella pellicola la storia è ambientata in Norvegia, tra Oslo e Capo Nord.

## Distribuzione
Il film è stato girato in estate e autunno del 2022 a Milano e in Norvegia partendo da Oslo e proseguendo verso il Circolo polare artico. La pellicola è sulla piattaforma Amazon Prime Video dal 5 febbraio 2023.